# Finkenberg
Finkenberg è un comune austriaco di 1 449 abitanti nel distretto di Schwaz, in Tirolo.
Stazione sciistica, ha ospitato tra l'altro i Campionati europei juniores di sci alpino 1975.

## Storia

### Simboli
Lo stemma è stato concesso il 6 luglio 1972.
È un'arma parlante riconducibile al nome Finkenberg poiché è raffigurato un fringuello (in tedesco Fink) su una montagna (Berg).